# Goudpluimparkiet
De goudpluimparkiet (Leptosittaca branickii) is een vogel uit de familie Psittacidae (papegaaien van Afrika en de Nieuwe Wereld). De wetenschappelijke naam van de soort met een illustratie werden in 1894 gepubliceerd door Hans von Berlepsch en Jan Sztolcman. Het is een door habitatverlies kwetsbaar geworden vogelsoort die voorkomt in Colombia, Ecuador en Peru.

## Kenmerken
De vogel is 35 cm lang en overwegend levendig groen gekleurd. Opvallend verder is een gele band die loopt van de snavel, door het oog naar achter. Rond het oog is de naakte huid wit. De buik is geel met dof oranje streping, de onderstaartdekveren zijn roodachtig.

## Verspreiding en leefgebied
Deze soort komt voor in delen van de Andes van Colombia tot in Peru. De leefgebieden van deze vogel liggen in nevelwouden tussen de 2400 en 3400 meter boven zeeniveau in voor deze hoogten bepaalde typen bos.

## Status
De grootte van de populatie werd in 2016 door BirdLife International geschat op 1,5 tot zeven duizend volwassen individuen. De populatie-aantallen nemen af door habitatverlies. Het leefgebied wordt aangetast door ontbossing en de aanleg van infrastructuur, waardoor het leefgebied versnippert. Bos maakt plaats voor weidegrond of de teelt van illegale drugs of andere vormen van intensieve landbouw. Verder wordt de vogel gevangen om als kooivogel te verhandelen op lokale markten. Om deze redenen staat deze soort als kwetsbaar op de Rode Lijst van de IUCN.
Er gelden beperkingen voor de handel in deze parkiet, want de soort staat in de Bijlage II van het CITES-verdrag.

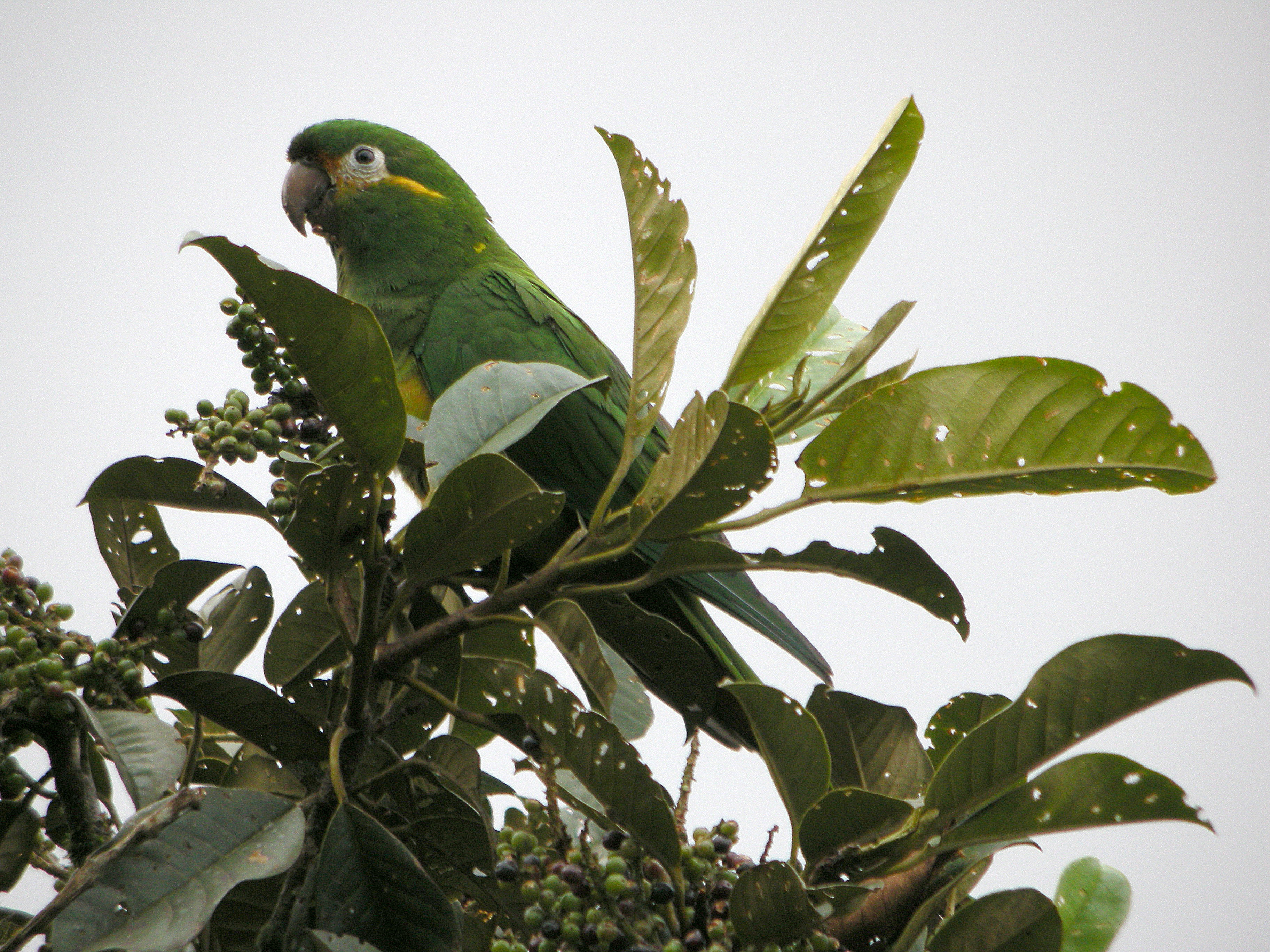
Goudpluimparkiet in het natuurgebied Tapichalaca in Ecuador.